# Empoasca opulenta
Empoasca opulenta är en insektsart som först beskrevs av William Lucas Distant 1918.  Empoasca opulenta ingår i släktet Empoasca och familjen dvärgstritar. Inga underarter finns listade i Catalogue of Life.